# 동천로 (경주시)
동천로(東川路, dongcheol-ro)은 대한민국의 경상북도 경주시 동천동 중심부를 연결하는 도로이다.

## 노선 경로
| 이름             | 접속 노선 | 비고 |
| ---------------- | --------- | ---- |
| 삼거리 명칭 미상 | 알천북로  |      |
| 네거리 명칭 미상 | 백률로    |      |

## 오른쪽에 분기되는 도로
| 번호         | 소재지                 | 건물 이름 및 기타 |
| ------------ | ---------------------- | ----------------- |
| 동천로28번길 | 경상북도 경주시 동천동 |                   |
| 동천로30번길 | 경상북도 경주시 동천동 |                   |
| 동천로42번길 | 경상북도 경주시 동천동 |                   |
| 동천로50번길 | 경상북도 경주시 동천동 |                   |
| 동천로56번길 | 경상북도 경주시 동천동 |                   |
| 동천로76번길 | 경상북도 경주시 동천동 |                   |
| 동천로78번길 | 경상북도 경주시 동천동 |                   |
| 동천로86번길 | 경상북도 경주시 동천동 |                   |
| 동천로90번길 | 경상북도 경주시 동천동 |                   |
| 동천로94번길 | 경상북도 경주시 동천동 |                   |

## 주요 건물 및 시설
| 표기 | 건물명       | 도로명주소                                |
| ---- | ------------ | ----------------------------------------- |
| 짝수 | 선주아파트   | 경상북도 경주시 동천로 15 (동천동)        |
| 짝수 | 문산빌라 1차 | 경상북도 경주시 동천로 34-18 (동천동)     |
| 짝수 | 문산빌라 2차 | 경상북도 경주시 동천로 34-18 (동천동)     |
| 짝수 | 은빛마을     | 경상북도 경주시 동천로 34-5 (동천동)      |
| 짝수 | 경남빌라     | 경상북도 경주시 동천로 44-1·3 (동천동)    |
| 홀수 | 보우주택     | 경상북도 경주시 동천로 51·61 (동천동)     |
| 짝수 | 명문맨션     | 경상북도 경주시 동천로 64-5·64-7 (동천동) |
| 짝수 | 명성아트빌   | 경상북도 경주시 동천로 64-9 (동천동)      |
| 짝수 | 경남주택     | 경상북도 경주시 동천로 68-8 (동천동)      |
| 홀수 | 보우주택     | 경상북도 경주시 동천로 79 (동천동)        |
| 짝수 | 보우주택     | 경상북도 경주시 동천로 80 (동천동)        |

## 같이 보기
- 동천동